# Parabathymyrus macrophthalmus
Parabathymyrus macrophthalmus is een straalvinnige vissensoort uit de familie van zeepalingen (Congridae). De wetenschappelijke naam van de soort is voor het eerst geldig gepubliceerd in 1938 door Kamohara.